# Триктрак

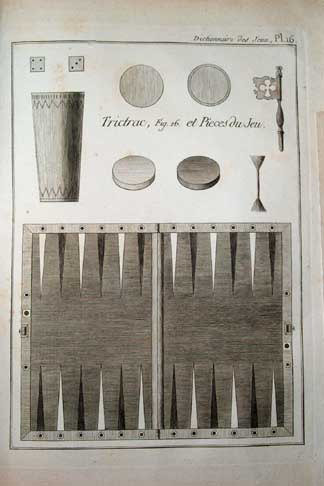
Принадлежности игры (Lacombe, «Dictionnaire des jeux», 1792)

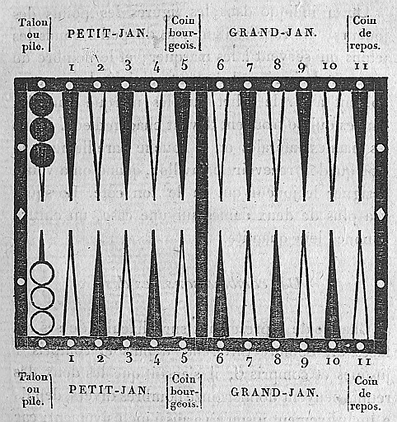
Описание доски игры в тритрак; Guiton, «Traité complet du jeu de trictrac» (1822, с. 15)

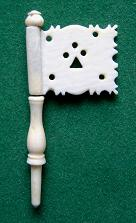
Триктраковский флажок из слоновой кости

Триктрак , реже трик-трак (фр. trictrac; tric-trac), — старинная французская настольная игра с XV века, где шашки по доске передвигают по числу очков, выпавших на костях. Имела восточное происхождение (из Персии). Существовало много правил и особая терминология, усложнявшая игру в триктрак.
Была известна и в древности: у греков под именем diagrammismos и у римлян под названием duodena scripta (о ней поведал Овидий). В русском языке триктрак синоним игры в нарды.

## Описание игры
На квадратной доске, разделённой перегородкой пополам, изображены 24 треугольных сектора поочередно двух разных цветов. Каждому из двух игроков даётся 15 белых или чёрных шашек и пара игральных костей. Поочередно выбрасывая кости из стаканчика, играющие передвигают по одной или две шашки, начиная от первой клетки слева, в клетку, отстоящую от первой; передвигают через столько клеток (ходов), сколько очков выпало на костях. Кто первым занял двенадцать клеток — выигрывает одну фишку (стержень, флажок), обозначаемую одним из 12 отверстий на борту доски; 12 фишек составляют одну партию.
В отличие от обычных нард в триктраке главное не как можно быстрее вывести свои шашки за пределы доски, а набрать побольше очков в процессе движения шашек. Очки набираются за счет формирования особых конфигураций на доске как своих шашек, так и шашек соперника. Правила подсчета очень сложны.
Самые подробные и доходчивые правила на русском языке описаны в книге «Давайте поиграем в нарды! Французский триктрак».

## Отражение в искусстве
- «Игра в трик-трак». Ян Стен: дерево, масло, 1667; 45,5Х39 /Государственный Эрмитаж
- «Партия в триктрак» (фр. La partie de trictrac) — новелла французского писателя Проспера Мериме (1830)